# Rasbam
Sámuel ben Meir (héberül: רבי שמואל בן מאיר), rövidítve Rasbam (héberül: רשב"ם), (Ramerupt, 1088 körül – 1158) középkori zsidó nyelvész.
Rameruptban lakott, és jeles toszafistaként működött, de döntvényei is fennmaradtak. Tórakommentárja mintaszerű, és nyoma sincs benne a haggadának: egyszerű, racionális, ragaszkodik a szavaknak természetes értelméhez. Sámuel nagy jártasságra és kritikai érzékre tett szert a bibliai irodalomban, és keresztény egzegétákkal folytatott eszmecserét, és rámutatott a Vulgata némely hibáját. Frazeologiai szempontból méltatta az egyes kifejezéseket, a szavaknak különböző vonatkozású és jelentésű használatát. Magyarázatában az összefüggő értelmet kidomborította, és összefoglalta a részleteket, akárcsak Jószéf Kara.